# Kenneth Lay
Kenneth Lee "Ken" Lay (15 de abril de 1942 - 5 de julho de 2006) foi um empresário americano que se tornou conhecido durante o escândalo da Enron Corporation, empresa da qual fora fundador, chairman e CEO. Lay e Enron tornaram-se sinônimos de fraude corporativa nos Estados Unidos e no mundo inteiro no ano de 2001, quando se desencadeou o escândalo. Lay era CEO e chairman da empresa desde 1986 até sua renúncia no dia 23 de janeiro de 2002, exceto durante alguns meses de 2001, quando era apenas chairman e Jeffrey Skilling era CEO. 
No dia 5 de julho de 2006, Kenneth morreu de ataque cardíaco no Colorado.